# Wayne Ellington
Wayne Robert Ellington Jr. (nascido em 29 de novembro de 1987) é um treinador profissional de basquete americano e ex-jogador que é treinador de desenvolvimento de jogadores do Miami Heat.
Ele jogou na Universidade da Carolina do Norte de 2006 a 2009. Ele optou por abrir mão de sua temporada final na faculdade para se declarar para o Draft da NBA de 2009 e foi selecionado como a 28° escolha geral pelo Minnesota Timberwolves.

## Carreira no ensino médio
Ellington marcou 2.211 pontos em sua carreira colegial, registrando 455 pontos na Daniel Boone High School e 1.756 pontos na The Episcopal Academy.
Em seu último ano, Ellington teve uma média de 21,9 pontos, 8,3 rebotes e 3,2 assistências. Ele levou o Episcopal a um recorde geral de 52-7 e ao título da Conferência Interacadêmica em seus dois últimos anos (Episcopal não joga em campeonatos estaduais).
Considerado um recruta de cinco estrelas pelo Rivals.com, Ellington foi listado como o melhor Ala-armador e o 8° melhor jogador do país em 2006.

## Carreira universitária

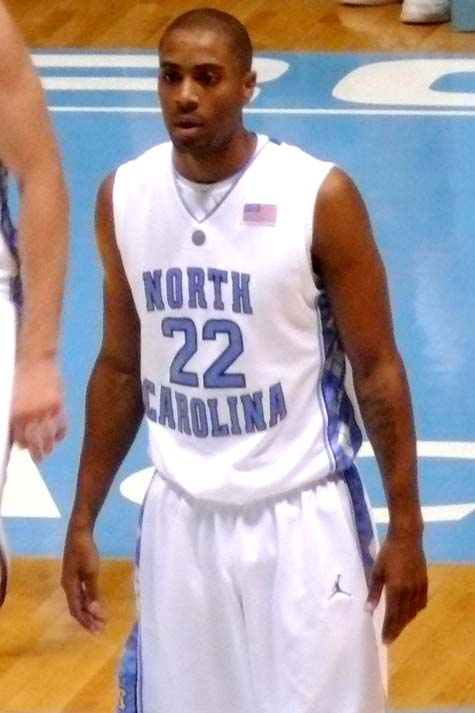
Ellington com o North Carolina Tar Heels em 2009

Ellington jogou em todos da Carolina do Norte da ACC em 2006-07, com uma média de 11,7 pontos por jogo. Sua temporada terminou com uma nota ruim, já que a universidade perdeu para Georgetown na final da Regional Leste do Torneio da NCAA. Ele teve a chance de ganhar o jogo mas errou o arremesso de 3 pontos nos segundos finais. Ellington foi um membro da Seleção Estadunidense que terminou em quinto nos Jogos Pan-Americanos de 2007.
No segundo ano, Ellington viu sua média de pontos por jogo aumentar à medida que o time procurava por ele nos momentos-chave dos jogos. No jogo de 6 de janeiro de 2008 em Clemson, Ellington marcou 36 pontos, incluindo a cesta de 3 pontos que definiu a vitória. Mas, novamente, sua temporada terminou de maneira ruim, já que ele acertou apenas 1-9 em arremessos de três pontos, perdendo para Kansas na semifinal do Torneio da NCAA. Ele se declarou para o Draft da NBA de 2008 depois dessa temporada, mas não contratou um agente, e retirou-se para jogar seu último ano na Carolina do Norte.
Em seu último ano, Ellington ajudou a liderar a equipe para o título nacional, ganhando na final da Universidade Estadual de Michigan por 89-72. Ele foi nomeado o Jogador mais destacado do Torneio da NCAA. Durante sua carreira na faculdade, Ellington teve uma média de 14,7 pontos, 4,1 rebotes e 2,2 assistências por jogo.
Em 23 de abril de 2009, Ellington anunciou que renunciaria a sua última temporada e entraria no Draft da NBA.

## Carreira profissional

### Minnesota Timberwolves (2009–2012)
Ellington foi selecionado pelo Minnesota Timberwolves como a 28º escolha geral no Draft da NBA de 2009.
Ele teve uma média de 6,6 pontos por jogo e 2,1 rebotes por jogo em sua temporada de estreia.

### Memphis Grizzlies (2012–2013)
Em 24 de julho de 2012, Ellington foi negociado para o Memphis Grizzlies em troca de Dante Cunningham.
Em 11 de novembro de 2012, Ellington marcou 25 pontos em uma vitória por 104-96 sobre o Miami Heat. Em 7 de janeiro de 2013, ele fez 26 pontos em uma vitória por 113-81 sobre o Sacramento Kings.

### Cleveland Cavaliers (2013)
Em 22 de janeiro de 2013, Ellington foi negociado para o Cleveland Cavaliers, juntamente com Marreese Speights, Josh Selby e uma futura escolha na primeira rodada do draft em troca de Jon Leuer.

### Dallas Mavericks (2013-2014)
Em 26 de julho de 2013, Ellington assinou com o Dallas Mavericks.

### Los Angeles Lakers (2014–2015)
Em 25 de junho de 2014, Ellington, juntamente com Shane Larkin, José Calderón, Samuel Dalembert e duas escolha de segunda rodada no Draft de 2014, foi trocado para o New York Knicks em troca de Tyson Chandler e Raymond Felton. Em 6 de agosto de 2014, ele foi negociado novamente, desta vez para o Sacramento Kings. Em 3 de setembro de 2014, ele foi dispensado pelos Kings.
Em 22 de setembro de 2014, Ellington assinou com o Los Angeles Lakers. Em 11 de novembro de 2014, ele tirou uma licença indefinida do Lakers depois que seu pai foi baleado e morto na Filadélfia. Em 27 de janeiro de 2015, ele marcou 28 pontos em uma derrota de 98-92 para o Washington Wizards. Ele terminou a temporada tendo jogado 65 jogos depois de ter sido descartado do resto da temporada em 2 de abril de 2015 com uma lesão no ombro.

### Brooklyn Nets (2015–2016)
Em 10 de julho de 2015, Ellington assinou com o Brooklyn Nets. Em 28 de dezembro de 2015, ele marcou 26 pontos em uma vitória por 111-105 sobre o Miami Heat.
Em 27 de abril de 2016, Ellington foi nomeada vencedor do Prêmio de Cidadania J. Walter Kennedy, conforme selecionado pela Associação de Escritores de Basquete Profissional (PBWA).

### Miami Heat (2016–2019)
Em 10 de julho de 2016, Ellington assinou com o Miami Heat. Ele fez sua estréia em 28 de novembro de 2016 contra o Boston Celtics depois de perder os primeiros 16 jogos da temporada com uma lesão na coxa; ele jogou 27 minutos e marcou nove pontos.
Em 22 de dezembro de 2017, Ellington fez 28 pontos em uma vitória por 113-101 sobre o Dallas Mavericks. Em 21 de março de 2018, em uma vitória por 119-98 sobre o New York Knicks, Ellington acertou seu 200º arremesso de 3 pontos, tornando-se o terceiro jogador do Heat a fazer isso, juntamente com Damon Jones (225) e Tim Hardaway (203). Ele terminou a temporada com 227
Em 13 de julho de 2018, Ellington re-assinou com o Heat.
Em 6 de fevereiro de 2019, Ellington foi negociado, junto com Tyler Johnson, ao Phoenix Suns em troca de Ryan Anderson. Ele foi dispensado pelos Suns no dia seguinte.

### Detroit Pistons (2019)
Em 9 de fevereiro de 2019, Ellington assinou com o Detroit Pistons.

### New York Knicks (2019–2020)
Em 9 de julho de 2019, Ellington assinou com o New York Knicks.

### Volta para o Detroit Pistons (2020–Presente)
Em 2 de dezembro de 2020, Ellington assinou com os Pistons.

## Estatísticas

### NBA

#### Temporada regular
| Ano      | Equipe      | PJ  | PT  | MPJ  | AP   | 3P   | LL   | RT  | AS  | BR  | TO | PPJ  |
| -------- | ----------- | --- | --- | ---- | ---- | ---- | ---- | --- | --- | --- | -- | ---- |
| 2009–10  | Minnesota   | 76  | 1   | 18.2 | .424 | .395 | .871 | 2.1 | 1.0 | .3  | .1 | 6.6  |
| 2010–11  | Minnesota   | 62  | 8   | 19.0 | .403 | .397 | .792 | 1.7 | 1.2 | .5  | .0 | 6.6  |
| 2011–12  | Minnesota   | 51  | 4   | 19.1 | .404 | .324 | .800 | 1.9 | .6  | .5  | .2 | 6.1  |
| 2012–13  | Memphis     | 40  | 4   | 16.9 | .407 | .423 | .938 | 1.3 | 1.1 | .4  | .0 | 5.5  |
| 2012–13  | Cleveland   | 38  | 17  | 25.9 | .439 | .371 | .898 | 3.0 | 1.6 | .8  | .1 | 10.4 |
| 2013–14  | Dallas      | 45  | 1   | 8.7  | .437 | .424 | .909 | 1.0 | .4  | .4  | .0 | 3.2  |
| 2014–15  | L.A. Lakers | 65  | 36  | 25.8 | .412 | .370 | .813 | 3.2 | 1.6 | .5  | .0 | 10.0 |
| 2015–16  | Brooklyn    | 76  | 41  | 21.3 | .389 | .358 | .857 | 2.3 | 1.1 | .6  | .1 | 7.7  |
| 2016–17  | Miami       | 62  | 13  | 24.2 | .416 | .378 | .860 | 2.1 | 1.1 | .6  | .1 | 10.5 |
| 2017–18  | Miami       | 77  | 2   | 26.5 | .407 | .392 | .859 | 2.8 | 1.0 | .7  | .1 | 11.2 |
| 2018–19  | Miami       | 25  | 12  | 21.3 | .375 | .368 | .875 | 1.9 | 1.2 | 1.0 | .1 | 8.4  |
| 2018–19  | Detroit     | 28  | 26  | 27.3 | .421 | .373 | .758 | 2.1 | 1.5 | 1.1 | .1 | 12.0 |
| 2019–20  | New York    | 36  | 1   | 15.5 | .351 | .350 | .846 | 1.8 | 1.2 | .4  | .1 | 5.1  |
| Carreira | Carreira    | 681 | 166 | 20.7 | .406 | .378 | .852 | 2.0 | 1.1 | .6  | .0 | 7.9  |

#### Playoffs
| Ano      | Equipe   | PJ | PT | MPJ  | AP   | 3P   | LL    | RT  | AS  | BR | TO | PPJ |
| -------- | -------- | -- | -- | ---- | ---- | ---- | ----- | --- | --- | -- | -- | --- |
| 2014     | Dallas   | 2  | 0  | 7.0  | .333 | .333 | 1.000 | 1.0 | 1.0 | .0 | .0 | 4.0 |
| 2018     | Miami    | 5  | 0  | 20.2 | .343 | .400 | 1.000 | 1.6 | .6  | .4 | .4 | 7.8 |
| 2019     | Detroit  | 4  | 4  | 32.8 | .314 | .318 | 1.000 | 3.8 | 1.3 | .8 | .0 | 7.8 |
| Carreira | Carreira | 11 | 4  | 20.0 | .330 | .350 | 1.000 | 2.1 | .9  | .4 | .1 | 6.5 |

### Universitário
| Ano      | Equipe         | PJ  | PT  | MPJ  | AP   | 3P   | LL   | RT  | AS  | BR  | TO | PPJ  |
| -------- | -------------- | --- | --- | ---- | ---- | ---- | ---- | --- | --- | --- | -- | ---- |
| 2006–07  | North Carolina | 38  | 37  | 23.9 | .433 | .371 | .836 | 2.9 | 2.1 | .8  | .0 | 11.7 |
| 2007–08  | North Carolina | 39  | 38  | 31.1 | .467 | .400 | .826 | 4.5 | 2.0 | 1.1 | .2 | 16.6 |
| 2008–09  | North Carolina | 38  | 37  | 30.4 | .483 | .417 | .777 | 4.9 | 2.7 | .9  | .2 | 15.8 |
| Carreira | Carreira       | 115 | 112 | 28.4 | .461 | .395 | .813 | 4.1 | 2.2 | .9  | .1 | 14.7 |

Fonte: